# خزعة عضلية
خزعة عضلية (بالإنجليزية: Muscle biopsy)‏ هي الإجراء الذي تتم فيه إزالة قطعة من النسيج العضلي من كائن حي وفحصها مجهريا، يمكن أن تؤدي خزعة العضلات إلى اكتشاف مشاكل في الجهاز العصبي أو النسيج الضام أو الأوعية الدموية أو الجهاز العضلي الهيكلي.

## الاستخدامات
في البشر الذين يعانون من ضعف وانقباض العضلات المنخفضة، يمكن لخزعة العضلات أن تساعد في التمييز بين اعتلالات عضلية (حيث يكون المرض في النسيج العضلي نفسه) أو في اعتلال الأعصاب (حيث يكون المرض في الأعصاب يعصب تلك العضلات)، يمكن أن تساعد خزعات العضلات أيضًا في التمييز بين أنواع مختلفة من الاعتلال العصبي، عن طريق التحليل المجهري لخصائص مختلفة عند تعرضها لمجموعة متنوعة من التفاعلات الكيميائية والصبغات.
ومع ذلك، في بعض الحالات، خزعة العضلات وحدها غير كافية للتمييز بين بعض الاعتلالات العضلية، على سبيل المثال، تشير الخزعة العضلية التي تُظهر النواة الموجودة بشكل مرضي في وسط الخلية العضلية إلى "اعتلال عضلي نووي مركزي"، لكن الأبحاث أظهرت أن مجموعة متنوعة من الاعتلالات العصبية يمكن أن تسبب ظهور هذه الخزعة النووية المركزية، وبالتالي يصبح الفحص الجيني المحدد ذا أهمية متزايدة. بالإضافة إلى ذلك فإن خزعة العضلات هي الطريقة الوحيدة لتوضيح أنواع ألياف العضلات، أي، من خلال الخضوع لخزعة عضلية، يمكن للمرء الحصول على صورة واضحة لأي نوع من العضلات يسيطر على جسمه.

## الإجراء
عادة ما يتم إدخال إبرة الخزعة في العضلات، حيث تبقى كمية صغيرة من الأنسجة، بدلاً من ذلك، يمكن إجراء «خزعة مفتوحة» عن طريق الحصول على الأنسجة العضلية من خلال شق جراحي صغير.

## روابط خارجية
- Muscle Biopsy MedlinePlus
- Muscle Biopsy: Overview Therapath Pathology